# Senne Lammens
Senne Lammens, né le 7 juillet 2002 à Zottegem en Belgique, est un footballeur belge qui joue au poste de gardien de but au Royal Antwerp FC.

## Biographie

### En club
Senne Lammens est formé dans les académies de jeunes du KRC Bambrugge (nl), du FCV Dender EH et du Club Bruges KV. Le 3 octobre 2018, il figure pour la première fois dans le groupe professionnel du club brugeois pour un match de Ligue des champions contre l’Atlético Madrid. Un an plus tard, il attire l’attention sur le plan international en marquant le but égalisateur dans les arrêts de jeu d’un match de Youth League face au Real Madrid (partage, 2-2),.
Le 13 septembre 2020, il fait ses débuts professionnels avec le Club NXT, l’équipe espoirs du Club Bruges évoluant en Challenger Pro League. Après être resté sur le banc lors des deux premières journées, il est titularisé pour la troisième journée contre l’Union Saint-Gilloise,. Durant la saison, il dispute treize matchs comme titulaire, contre quinze pour son concurrent Nick Shinton (nl).
Le 17 juillet 2021, il remplace Simon Mignolet, blessé, lors de la Supercoupe remportée contre le KRC Genk (victoire, 3-2),,. Huit jours plus tard, il est titulaire en championnat contre le KAS Eupen,. Trois mois après, il joue de nouveau en Coupe de Belgique contre le KMSK Deinze (victoire, 3-0),,. Lors de la dernière journée des play-offs 1, il entre en jeu à la 73e minute à la place de Simon Mignolet contre le RSC Anderlecht. Menant alors à la marque, le Club de Bruges concède le nul après un but contre son camp de Jack Hendry (partage, 1-1),. Cela ne suffit pas à changer l'issue du championnat, remporté par le Club pour la troisième fois consécutive, déjà sacré la semaine précédente en battant le Royal Antwerp FC (victoire, 1-3).
À l’été 2023, il quitte Bruges libre de tout contrat et rejoint le Royal Antwerp FC, champion de Belgique en titre. Après une première saison sur le banc en championnat au profit de Jean Butez, il devient titulaire indiscutable au début de la saison 2024-2025, et est régulièrement élu joueur du mois par les supporters du club.

### En sélections nationales
En mai 2021, Senne Lammens est convoqué par Jacky Mathijssen, sélectionneur des espoirs belges, pour un match de qualification à l’Euro espoirs 2023 contre le Kazakhstan. La Belgique s’impose lors de ce match, avec Maarten Vandevoordt dans les buts (victoire, 3-1). Il honore sa première sélection avec les espoirs le 8 octobre 2021 lors d’une victoire, à nouveau face au Kazakhstan, toujours pendant les éliminatoires du Championnat d'Europe espoirs (victoire, 2-0),.
En juin 2022, il participe à un stage avec les Diables Rouges mais ne joue aucun des quatre matchs de Ligue des nations qui s'ensuivent. Il lui faudra attendre mars 2025 avant d'être rappelé à nouveau en équipe première par Rudi Garcia, à l'occasion de deux matchs de barrages de promotion-relégation de la Ligue des nations contre l'Ukraine.

## Statistiques

### En club
| Saison                | Club                  | Championnat           | Championnat | Championnat | Coupe(s) nationale(s) | Coupe(s) nationale(s) | Supercoupe | Supercoupe | Compétition(s) continentale(s) | Compétition(s) continentale(s) | Compétition(s) continentale(s) | Autres compétitions | Autres compétitions | Autres compétitions | Total | Total |
| Saison                | Club                  | Division              | M.          | B.          | M.                    | B.                    | M.         | B.         | Comp.                          | M.                             | B.                             | Comp.               | M.                  | B.                  | M.    | B.    |
| 2020-2021             | Club NXT              | Division 1B           | 13          | 0           | -                     | -                     | -          | -          | -                              | -                              | -                              | -                   | -                   | -                   | 13    | 0     |
| 2022-2023             | Club NXT              | Division 1B           | 9           | 0           | -                     | -                     | -          | -          | -                              | -                              | -                              | PO                  | 2                   | 0                   | 11    | 0     |
| Sous-total            | Sous-total            | Sous-total            | 22          | 0           | -                     | -                     | -          | -          | -                              | -                              | -                              | -                   | 2                   | 0                   | 24    | 0     |
| 2021-2022             | Club Bruges KV        | Division 1A           | 1           | 0           | 1                     | 0                     | 1          | 0          | C1                             | 0                              | 0                              | PO1                 | 1                   | 0                   | 4     | 0     |
| 2023-2024             | Young Reds            | Nationale 1           | 2           | 0           | -                     | -                     | -          | -          | -                              | -                              | -                              | -                   | -                   | -                   | 2     | 0     |
| 2023-2024             | Royal Antwerp FC      | Division 1A           | 0           | 0           | 6                     | 0                     | 0          | 0          | C1                             | 1                              | 0                              | PO1                 | 9                   | 0                   | 16    | 0     |
| 2024-2025             | Royal Antwerp FC      | Division 1A           | 30          | 0           | 3                     | 0                     | -          | -          | -                              | -                              | -                              | PO1+BE              | 10+1                | 0+0                 | 44    | 0     |
| 2025-2026             | Royal Antwerp FC      | Division 1A           | 4           | 0           | -                     | -                     | -          | -          | -                              | -                              | -                              | -                   | -                   | -                   | 4     | 0     |
| Sous-total            | Sous-total            | Sous-total            | 34          | 0           | 9                     | 0                     | 0          | 0          | -                              | 1                              | 0                              | -                   | 20                  | 0                   | 64    | 0     |
| Total sur la carrière | Total sur la carrière | Total sur la carrière | 59          | 0           | 10                    | 0                     | 1          | 0          | -                              | 1                              | 0                              | -                   | 23                  | 0                   | 94    | 0     |

## Palmarès

### En club
|  |  | Club Bruges KV - Championnat de Belgique (1) : - Champion : 2022. - Supercoupe de Belgique (2) : - Vainqueur : 2021 et 2022. |  | Royal Antwerp FC - Coupe de Belgique : - Finaliste : 2024. - Supercoupe de Belgique (1) : - Vainqueur : 2023. |